# میخالو راستیچ
میخالو راستیچ (سیریلیک صربی: Михаило Ристић؛ زادهٔ ۳۱ اکتبر ۱۹۹۵) بازیکن فوتبال اهل صربستان است.
از باشگاه‌هایی که در آن بازی کرده‌است می‌توان به باشگاه فوتبال ستاره سرخ بلگراد و باشگاه فوتبال کراسنودار اشاره کرد.
وی همچنین در تیم‌های ملی فوتبال زیر ۲۱ سال صربستان، زیر ۲۱ سال صربستان، و صربستان بازی کرده‌است.